# Рапперсвиль (Берн)
Рапперсвиль (нем. Rapperswil BE) — коммуна в Швейцарии, в кантоне Берн. 
Входит в состав округа Аарберг. Население составляет 2144 человека (на 31 декабря 2006 года). Официальный код — 0310.